# Phulpur
Phulpur é uma cidade e uma nagar panchayat no distrito de Allahabad, no estado indiano de Uttar Pradesh.

## Geografia
Phulpur está localizada a 25° 31′ N, 82° 49′ L. Tem uma altitude média de 81 metros (265 pés).

## Demografia
Segundo o censo de 2001, Phulpur tinha uma população de 21,066 habitantes. Os indivíduos do sexo masculino constituem 54% da população e os do sexo feminino 46%. Phulpur tem uma taxa de literacia de 60%, superior à média nacional de 59.5%: a literacia no sexo masculino é de 70% e no sexo feminino é de 49%. Em Phulpur, 17% da população está abaixo dos 6 anos de idade.